# Brainspotting
Brainspotting is een therapeutische methode, die gebruik maakt van het gezichtsveld om bronnen van emotionele en lichamelijke pijn, trauma, dissociatie en andere complexe symptomen te verwerken en uiteindelijk los te laten. Brainspotting werd vanaf 2003 ontwikkeld door Dr. David Grand uitgaande van zijn ervaringen bij het uitvoeren van EMDR (Eye movement desensitization and reprocessing). Zijn motto is: “Waar je naar kijkt, heeft invloed op hoe je je voelt”.
Een brainspot komt overeen met een oogpositie die verbonden zou zijn met de emotionele activatie van een traumatisch of gevoelsmatig beladen probleem. Grand postuleert, dat er een neurologische verbinding is tussen de kijkrichting en het mentale/lichamelijke probleem. De kijkrichting is in eerste instantie hoe de ogen kijken bij een vaste positie van het hoofd, daarna maakt het niet veel meer uit. De therapeut maakt gebruik van de brainspot. Voor de client is het niet nodig om veel over de problemen te praten of om de ervaringen te analyseren.
Qua positionering heeft David Grand zelf als definitie gekozen: "Brainspotting is a Brain/Body, Mindfulness-Based Relational Therapy".
Het Brainspotting-model heeft sinds de ontdekking verschillende ontwikkelingen ondergaan. Zo verwerkte Dr. Ruby Gibson het gedachtegoed van haar Somatic Archeology in Generational Brainspotting, en ontwikkelde Dr. Roby Abeles de Crocodile-setup om effectiever met diverse verslavingen te kunnen werken. Diverse experts op het gebied van neurowetenschappen en traumatologie hebben Brainspotting met waardering benoemd, waaronder Norman Doidge, Gabor Maté en Bessel van der Kolk.
Wereldwijd zijn meer dan 13.000 therapeuten opgeleid in 52 landen.

## Wetenschappelijk onderzoek Brainspotting
Het wetenschappelijke onderzoek naar Brainspotting, de effecten en de achterliggende werkingsmechanismen is twintig jaar na ontdekking relatief beperkt. Dit geldt zowel de kwantiteit als de kwaliteit van de beschikbare onderzoeken. Niettemin is het nodige voorhanden om Brainspotting te positioneren en voorzichtig conceptueel en qua effecten te gaan plaatsen en vergelijken.
Bij een gegeneraliseerde angststoornis bleek dat EMDR en Brainspotting veel effectiever waren om het probleem te verminderen dan cognitieve gedragstherapie.
Artikelen van F.M. Corrigan e.a. geven hypotheses over het werkingsmechanisme in de hersenen. Een artikel van Hildebrand, Grand en Stemmler (2017) geeft een directe vergelijking tussen Brainspotting en EMDR als zelfstandige technieken, terwijl een paper van Talbot Brainspotting juist benadert in het licht van de EMDR. Naast diverse case-studies (zie daarvoor Brainspotting.com) verscheen recent een vergelijking van EMDR, Brainspotting en de Bodyscan-oefening.